# フィリップ・スタジンスキ
フィリップ・スタジンスキ（ポーランド語: Filip Starzyński、1991年5月27日  - ）は、ポーランド・シュチェチン出身のプロサッカー選手。ポーランド代表。ザグウェンビェ・ルビン所属。ポジションは、ミッドフィールダー。

## クラブ経歴
いくつかのチームを渡り歩いた後、2009年からルフ・ホジューフのアカデミーに入団した。2011年からトップチームに昇格し、2012年2月のレフ・ポズナン戦でプロデビューした。 
2015年6月、ベルギーのスポルティング・ロケレンと契約を結んだ。

## 代表歴
2014年1月14日から22日にかけてアブダビで合宿を行うメンバーに選ばれた。9月7日開催のUEFA EURO 2016予選・ジブラルタル代表戦で初キャップ。

### ゴール
| No. | 開催日        | 会場                 | 対戦国       | スコア | 結果 | 大会     |
| --- | ------------- | -------------------- | ------------ | ------ | ---- | -------- |
| 1.  | 2016年3月26日 | ヴロツワフ市立競技場 | フィンランド | 3–0    | 5–0  | 親善試合 |